# Jules Künckel d’Herculais

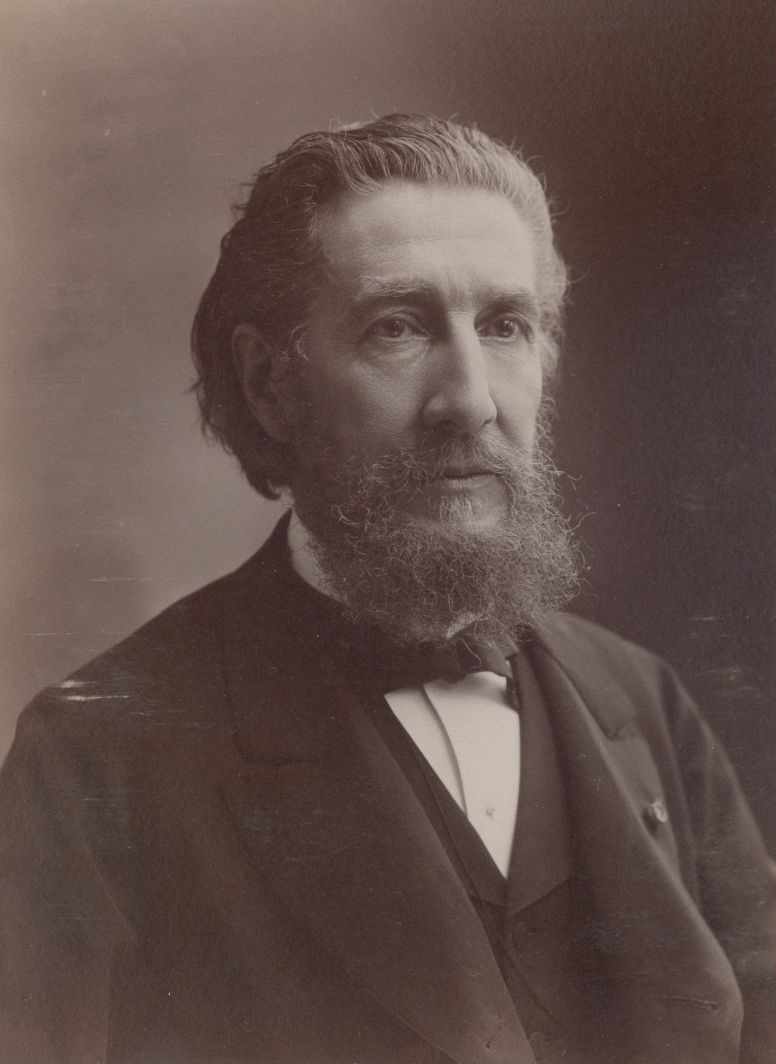
Jules Künckel d’Herculais, 1890er Jahre

Jules Philippe Alexandre Künckel d’Herculais (* 10. Februar 1843 in Paris; † 19. Dezember 1918 in Conflans-Sainte-Honorine, Département Yvelines) war ein französischer Entomologe und Zoologe.

## Leben
Künckel war der Sohn des Arztes Philippe Nicholas Künckel und der Neffe des Chemikers Théophile-Jules Pelouze. Nachdem er im Alter von zwei Jahren seinen Vater verloren hatte, wurde er von seiner Mutter und seinem Onkel, dem Comte d’Herculais, aufgezogen, wo er erstmals mit Wissenschaftlern in Kontakt kam. Er besuchte das Collège Rollin und machte 1860 seinen Abschluss als Bachelor of Science. Künckel strebte zunächst eine Karriere in der Industrie an. Von 1861 bis 1863 war er Schüler an der École des mines und arbeitete anschließend im Labor von Pelouze, bevor er sich der Entomologie zuwandte.
1864 wurde Künckel Student von Émile Blanchard am Muséum national d’histoire naturelle und 1869 Assistent am Lehrstuhl für Naturgeschichte der Krebstiere, Spinnentiere und Insekten oder Gliederfüßer. Als er 1876 zum Dozenten für landwirtschaftliche Zoologie am neu gegründeten Institut national agronomique ernannt wurde, führte er von 1882 bis 1885 eine Expedition zur Bekämpfung der Heuschrecken in Argentinien durch. 1888 baute er einen Dienst zur Untersuchung und Bekämpfung von Feldheuschrecken in Algerien auf, wohin er bis 1894 mehrfach zurückkehrte. 1896 arbeitete er in Korsika. Von 1898 bis 1900 leitete er eine entomologische Abteilung in Argentinien. 1891 wechselte Künckel in das Assistentenkorps des Muséum national d’histoire naturelle und ging 1917 in den Ruhestand.
Als Erbe des Vermögens seines Onkels d’Herculais führte Künckel ein wohlhabendes Leben, bevor er in finanzielle Schwierigkeiten geriet. Seine langen Auslandsaufenthalte führten dazu, dass er seine materiellen und beruflichen Interessen vernachlässigte. Künckel war zunächst mit Marie Du Lau d’Allemans verheiratet, von der er sich scheiden ließ. Aus dieser Ehe ging ein Sohn hervor. In zweiter Ehe heiratete er Marie-Cecile Mouilleron.
Künckel studierte vor allem die Anatomie und Physiologie der Insekten, wobei er sich ab 1887 zunehmend für die landwirtschaftlichen Aspekte der Entomologie interessierte. So entwickelte er Methoden zur Bekämpfung von Kulturschädlingen, die sich auf die Kenntnis ihrer Metamorphosen sowie ihrer Parasiten stützten. Künckels Forschungen betrafen unter anderem das Nervensystem der Insekten, die Metamorphosen der Gattung Sitaris, die Anatomie der Schwebfliegengattung Volucella, die Wanderungen der Feldheuschrecken, die Parasiten der Heuschrecken, die Studien über die Bettwanze und den Fang von Insekten durch Blumen. Künckel führte auch Untersuchungen über die Lebensweise der Hundertfüßergattung Scutigera durch. 1884 beschrieb er den seltenen Östlichen Schwarzen Schopfgibbon (Nomascus nasutus) aus Vietnam.
Zu Künckels Veröffentlichungen gehören Recherches sur les organes de sécrétion chez les insectes de l’ordre des Hémiptères (1866), Recherches sur l’organisation et le développement des Volucelles, Insectes Diptères de la famille des Syrphides (1875–1881), Histoire naturelle des Coléoptères (1887) und Invasions des Acridiens vulgo Sauterelles en Algérie (1893–1905).
Zwischen 1880 und 1883 steuerte Künckel die beiden Insektenbände zur Schriftenreihe La Vie des animaux bei. 1884 gründete er die Zeitschrift Science et Nature, die jedoch nach zwei Jahren ihr Erscheinen wieder einstellte. Künckels Engagement für Forschungen, die Experimente, Physiologie und Feldstudien auf Kosten der Systematik und Biogeographie in den Vordergrund stellten, hatten zur Folge, dass seine Karriere im Muséum national d’histoire naturelle blockiert wurde, da seine Ausrichtung nicht mit der übereinstimmte, die Alphonse Milne-Edwards während seiner Amtszeit als Direktor der Einrichtung gab.
Künckel war Mitglied der Association française pour l’avancement des sciences (A.F.A.S.). Er nahm 22 Mal an deren Kongress teil und fungierte 1890 als Vorsitzender. 1888 wurde er zum Präsidenten der Société entomologique de France gewählt.